# Trigonostemon sunirmalii
Trigonostemon sunirmalii är en törelväxtart som beskrevs av Tapas Chakrabarty och Nambiyath Puthansurayil Balakrishnan. Trigonostemon sunirmalii ingår i släktet Trigonostemon och familjen törelväxter.
Artens utbredningsområde är Burma. Inga underarter finns listade i Catalogue of Life.